# Sky Rocket II
Sky Rocket II ist die Bezeichnung eines Stahlachterbahnmodells des Herstellers Premier Rides, welches erstmals 2012 ausgeliefert wurde.
Die 260 m lange Strecke erreicht eine Höhe von 45 m. Die Züge werden per LSM erst vorwärts heraus beschleunigt, erreichen dabei aber nicht die Maximalhöhe und fahren somit wieder rückwärts durch die Station, wobei sie weiter beschleunigt werden und dabei fast den Scheitelpunkt des Non-inverting Loops erreichen. Bei der anschließenden Vorwärtsdurchfahrt der Station werden die Züge nochmals beschleunigt und erreichen dadurch die Maximalhöhe. Es folgt ein Inline-Twist, dessen Ausfahrt in eine Abwärtsfahrt mündet, die die Durchfahrt des Non-inverting Loops einleitet. In der Station werden anschließend die Züge zum Halt gebracht.

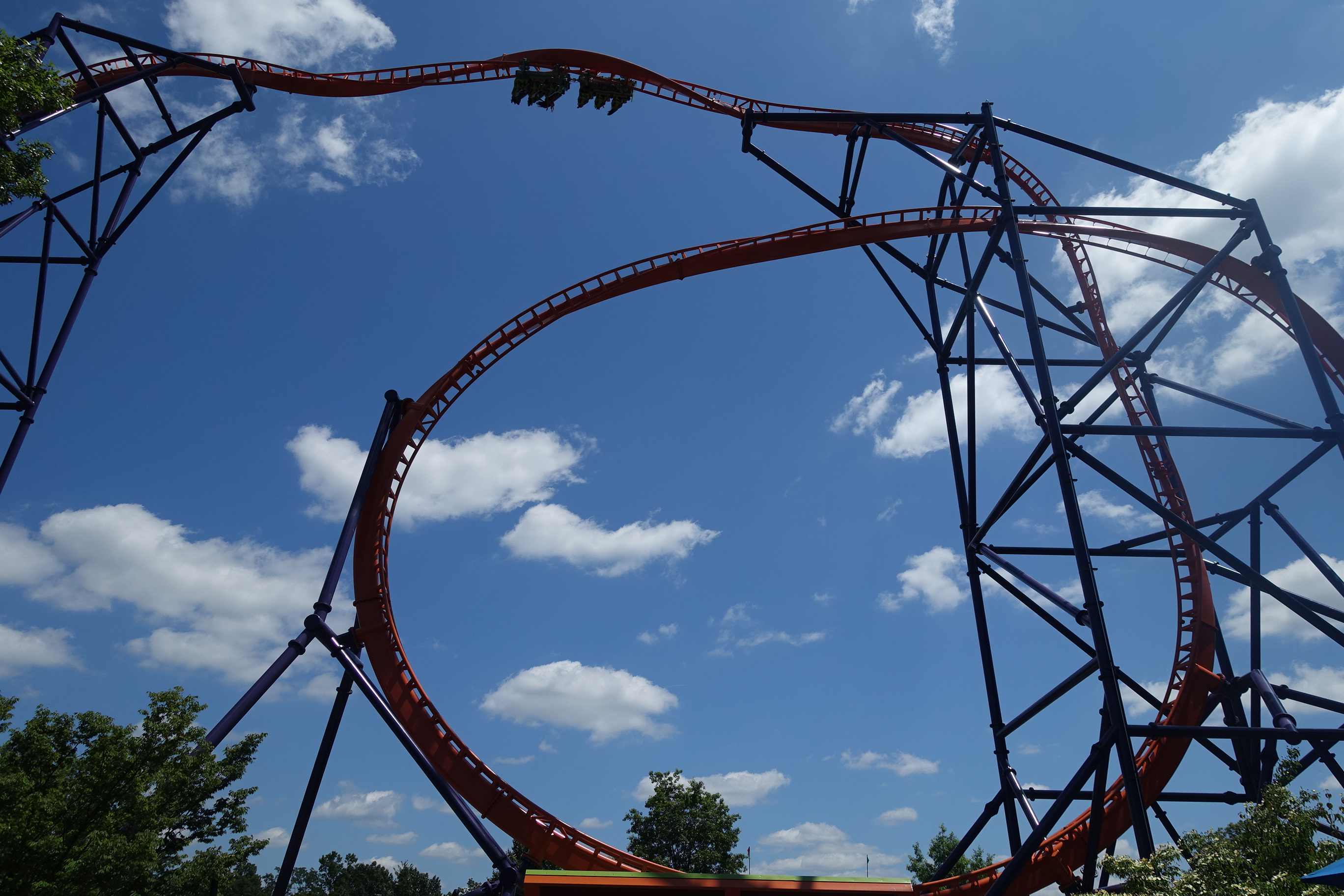
Phobia Phear Coaster in Lake Compounce
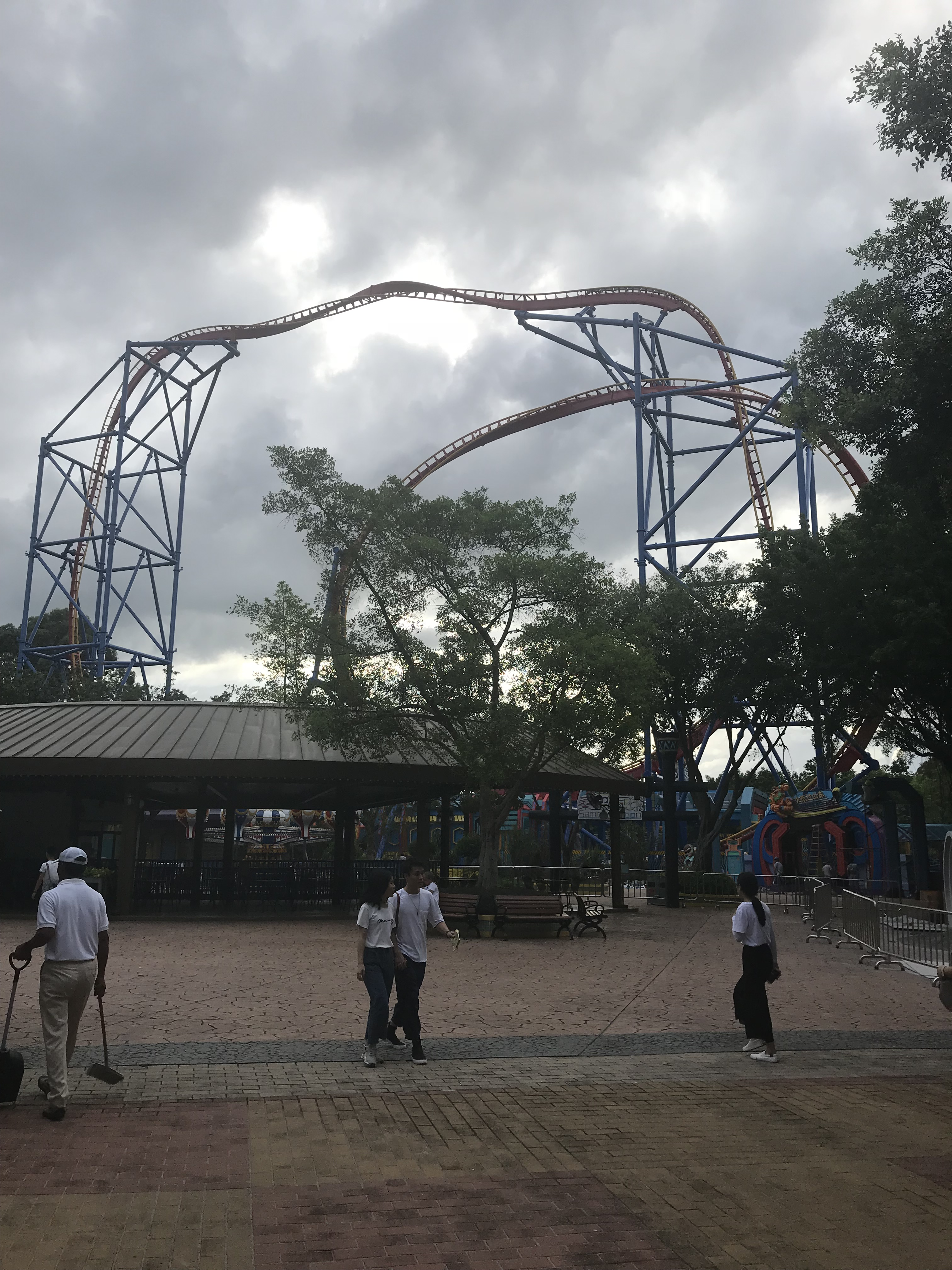
Sky Rocket in Chimelong Paradise
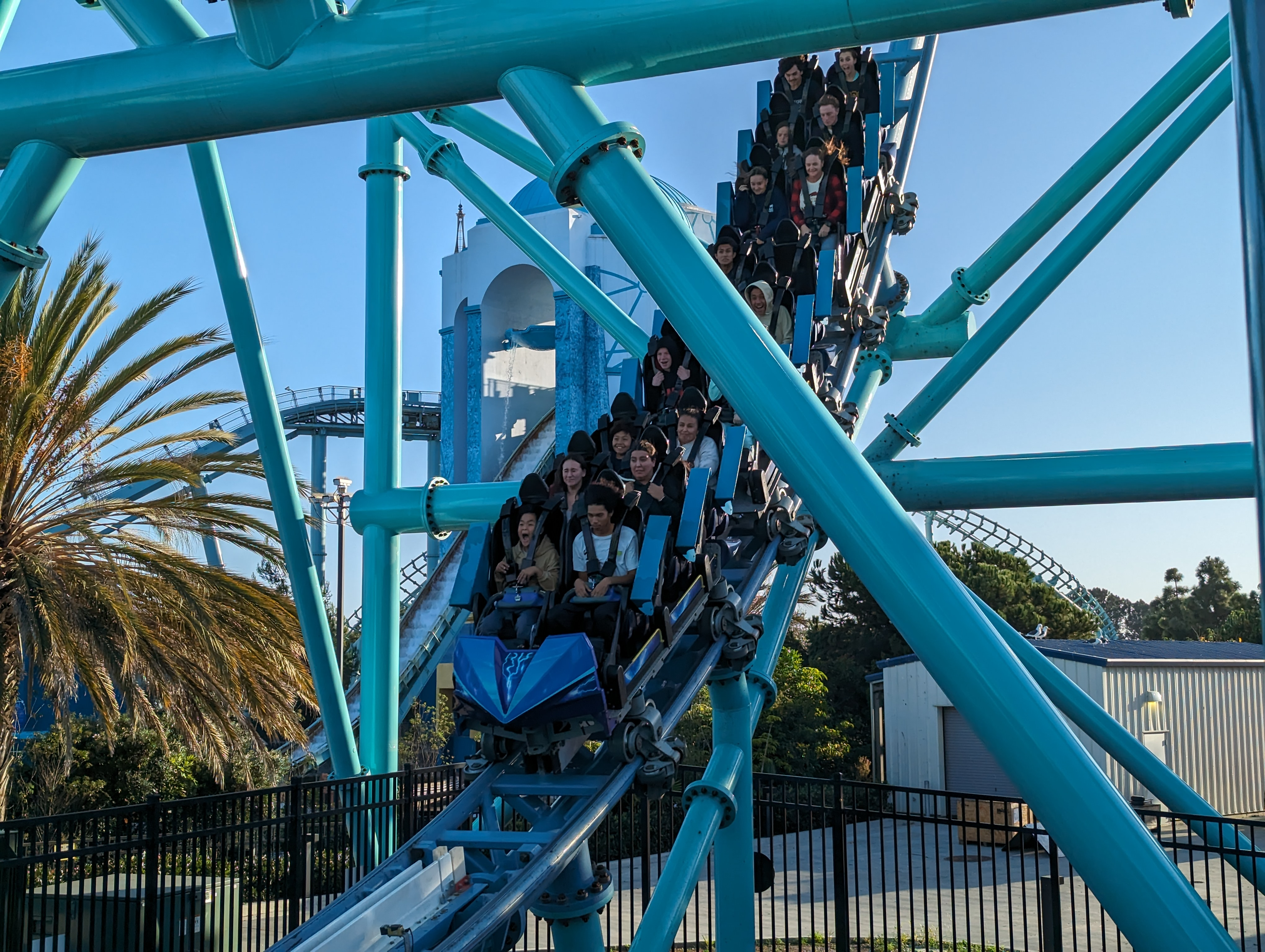
Electric Eel in SeaWorld San Diego
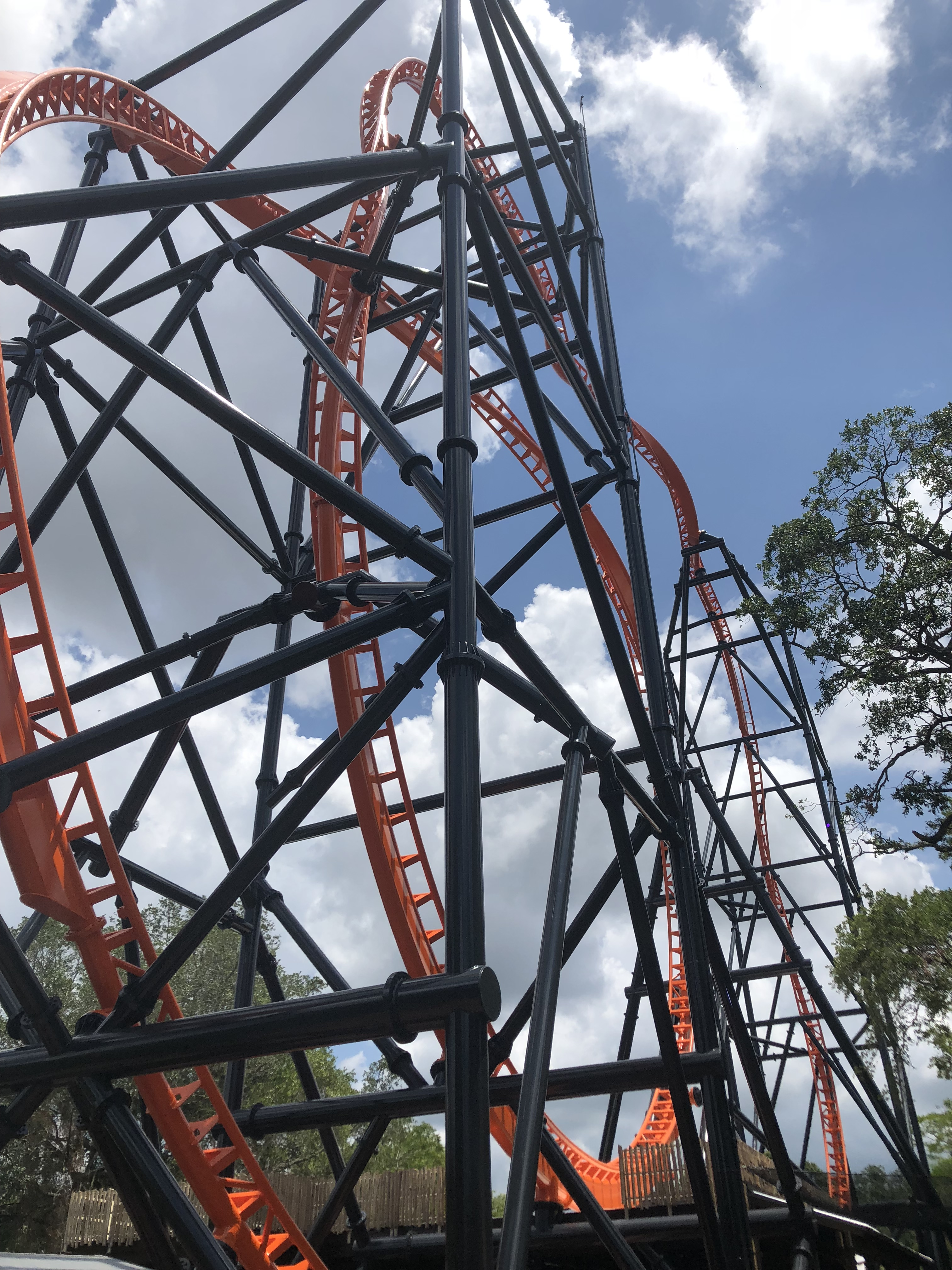
Tigris in Busch Gardens Tampa

## Standorte
| Achterbahn                           | Betreiber                           | Land                | Eröffnung                         | Schließung      |
| ------------------------------------ | ----------------------------------- | ------------------- | --------------------------------- | --------------- |
| Drakko: The Flying Beast Zombie Ride | Salitre Magico Bosque Mágico        | Kolumbien Mexiko    | 24. August 2023 31. Juli 2015     | 28. August 2022 |
| Electric Eel                         | SeaWorld San Diego                  | Vereinigte Staaten  | 20. Mai 2018                      |                 |
| Hype                                 | Särkänniemi                         | Finnland            | 18. Juni 2017                     |                 |
| Phobia Phear Coaster                 | Lake Compounce                      | Vereinigte Staaten  | 7. Mai 2016                       |                 |
| Sky Loop                             | BLVD World Riyadh Winter Wonderland | Saudi-Arabien       | 25. November 2022 21. Januar 2022 | 2022            |
| Sky Rocket / 火箭过山车              | Chimelong Paradise                  | Volksrepublik China | 26. September 2017                |                 |
| Sky Scream                           | Plopsaland Deutschland              | Deutschland         | 12. April 2014                    |                 |
| Superman Ultimate Flight             | Six Flags Discovery Kingdom         | Vereinigte Staaten  | 30. Juni 2012                     |                 |
| Tempesto                             | Busch Gardens Williamsburg          | Vereinigte Staaten  | 25. April 2015                    |                 |
| Tigris                               | Busch Gardens Tampa                 | Vereinigte Staaten  | 19. April 2019                    |                 |
| unbekannter Name                     | Steel Pier                          | Vereinigte Staaten  | 2025                              |                 |